# Coup!
Coup! és una pel·lícula de comèdia negra estatunidenca del 2023 escrita i dirigida per Austin Stark i Joseph Schuman. És protagonitzada per Peter Sarsgaard, Billy Magnussen, Sarah Gadon, Skye P. Marshall, Faran Tahir, Kristine Nielsen i Fisher Stevens. Sarsgaard i Magnussen també són els productors executius de la pel·lícula. Representa la primera col·laboració entre l'equip de guionistes i directors Austin Stark i Joseph Schuman. Ambientada durant la pandèmia de grip de 1918, la pel·lícula segueix un servent rebel que lidera una revolta contra el seu ric empresari. S'ha doblat i subtitulat al català.
Es va estrenar a la secció Giornate degli Autori del 80è Festival Internacional de Cinema de Venècia el 8 de setembre de 2023. Va arribar als cinemes dels Estats Units el 2 d'agost de 2024 a càrrec de Greenwich Entertainment.
El febrer de 2023 es va anunciar que el rodatge principal havia acabat a Nova Jersey.